# 交通警察部队
中华民国交通部交通警察总局是1946年3月至1950年1月间由國民政府军事委員會調查统計局（国防部保密局）直接领导的特种作战部队。

## 历史
1920年中华民国交通部颁布京奉铁路、京汉铁路、京绥铁路等路警务处编制规则，各地鐵路局陆续设立警务处。交通部于1923年9月成立铁路警备事务处。1923年11月中华民国国务院成立督办铁路警备事宜处；1923年12月交通部铁路警备事务处改为“路警总局”。
中華民國国民政府成立后，1928年6月交通部下令各铁路警务处一律裁改为警务课，隶属于各路局总务处。1928年11月成立中华民国铁道部。1932年5月，奉中華民國行政院核准，铁道部成立路警管理局。1932年7月各鐵路局之警务课、警务处改为警察署。1936年1月，国民政府军事委员会把铁甲车队划归路警，中华民国铁道部路警管理局改为中华民国铁道部铁道“队警总局”。1938年1月中华民国铁道部并入中华民国交通部，铁道队警总局改为中华民国交通部交通“队警总局”，统辖铁道、交通、航路队警，兼为军委会交通警备司令部。1940年为戴笠领导的军委会水陆交通统一巡检处所取代。 
抗战胜利后，交通警察部队由抗战中后期的几支特务武装改编：
- 忠义救国军：总指挥马志超
- 交通部巡查处同时为军委会交通巡处处：处长吉章简。1942年，铁路警察改隶于交通部交通巡查处，成立10个交通巡查总队，以控制水陆交通线。
- 军委会别动军：总司令周伟龙
- 美中合作编练的教导营
- 汪精衛政權上海税警总团：抗战胜利后被戴笠收编。总团长周佛海兼，副总团长熊剑东

抗战胜利后，全国大形势是和平建国、国共谈判、裁军复员。原中華民國國軍總兵力380万计划大幅裁軍减少到180万，整编为90个师。時任中華民國國防部部长陈诚把这些武装列为第一批“复员裁军”的对象，令其开到指定地点集中，听候编遣，并规定自1946年2月份起停发该军的经费。戴笠等人反复研究出“化零为整”方案，获得時任中华民国交通部部長张嘉璈同意。1946年1月呈报军事委员会和国民政府要求把上述特务武装改编为交通警察部队，负责全国铁道、公路、水运、航空的交通治安，定额官佐员警64402人。迅速获批后，1946年3月1日成立交通部交通警察总局。17天后戴笠空难身亡。
每个交警总队下辖四个步兵大队，以及迫炮、平炮、通讯、特务4个直属中队。步兵大队辖3个步兵中队和1个重机枪中队。步兵中队配备冲野式步枪90支，轻机关枪9挺，六零炮3门，卡宾枪10支，冲锋机枪20支。重机关枪中队配备重机关枪4挺，步枪40支，卡宾枪10支，冲锋机枪20支。特务中队有步枪、卡宾枪、冲锋枪各30支，轻机关枪9挺，掷弹筒9个。平射炮中队有重机枪4挺，六零火箭炮4门，步枪、卡宾枪、冲锋机枪各20支。迫击炮中队八二迫炮6门，步枪40支，卡宾枪、冲锋枪各20支。通讯中队步枪、卡宾枪、冲锋机枪各20支，30-50瓦无线电收发报机2部，5瓦无线电收发报机5部，10-20门有线电话总机2部，手提式话机30部，10轮和6轮卡车6辆。中队以下为三三制，每班14个警员。总队兵力四千人，完全美式自动武器，交通便捷；设少将总队长一名，上校副总队长一名，上校总队附一名，政工、督察、军需、军械、军医、副官、书记七个室。绝大多数军官出身中央军校、中央警官學校及军统的各种特训班、游干班，入学时要求高小以上文化程度。有丰富的反游击作战经验，忠党仇共意识强烈，善长谍报、电讯、策反、开展社会特情关系。号称“袖珍王牌军”。
交通警察总局在各铁路局所在地均设警务处，称“交通部某某铁路管理局警务处”，内设三课一室，即管理课、警事课、司法课及督察室，另设警察教练所、拘留所、警察大队和消防队。各警务处下设警务段，内设管理、警事、司法、督察四股，另设拘留所。警务段下设警务分段。警务分段下设警察分驻所。分驻所在所辖车站设派出所。
- 总局长
  - 吉章简中将（1901-1992）
  - 周伟龙中将（1889-1949）
  - 马志超中将（1903-1973）
- 副总局长马志超中将（兼交警总局山东办事处主任）、徐志道中将
- 专员，编制4人
- 作战训练处，掌理警察部队调遣部署及一切行政事项；
- 情报处，掌理违章违法案件侦察处理事项；
- 经理处，掌理经费、粮袜、被服、枪械、装具器材事项；
- 军法处，掌理警察部队督察及整训事项
- 副官处，掌理总务、卫生医药及不属各处室的事项（当时的警察掌管卫生防疫事项）
- 秘书室，主任秘书：
  - 涂寿眉，曾在鄂豫皖剿匪指挥部、南昌行营调查科、军委会交通巡察处少将主任秘书
  - 张严佛，湖南人。曾任军统局本部副主任秘书（毛人凤助手）。1949年8月，张严佛逃出毛人凤控制，在长沙随程潜、陈明仁起义。
- 人事室
- 会计室
- 京沪杭铁路警务处：处长王兆槐少将，浙江遂安人，黄埔四期，长期主持军统局上海特区。
- 平津铁路警务处：管辖线路1470公里，设警务段12，分驻所61，派出所93，另有2个警察大队6个中队分别在沿线担当巡防任务，警察实编5245人。
- 粤汉铁路警务处 张辅邦
- 津浦铁路警务处 吴安之
- 胶济铁路警务处 贺元
- 陇海铁路警务处 程一鸣
- 平汉铁路警务处 朱若愚
- 晋冀铁路警务处
- 浙赣铁路警务处
- 川滇滇越铁路警务处 田动云
- 昆明铁路警务处
- 湘桂黔铁路工程局警务处 史铭
- 成渝铁路工程局警务处
- 北宁铁路警务处/榆津护路司令汤毅生，1948年6月25日率交警5总、8总在冀东护路护矿时于昌黎县城被东北野战军第十一纵队全歼，汤被俘。
- 京沪沪杭两路护路司令：郭履洲、王兆槐
- 公路警务室
- 航运警务室
- 航空警务室
- 总局直属大队：交通巡查第1总队一部改编，大队长为周文新。
- 交警第1总队：别动军第5纵队和华北先遣支队合编。总队长杨蔚，河南商城人，黄埔四期，曾任河南省会开封警察局长，忠义救国副总指挥。总队长刘宗舒。1946年夏季被调到山东，担任胶济线守备任务。1948年3月，第1总队被全歼、总队长黄锡畴被俘。该部重建后，参加了淮海战役，又被重创。战役结束后又调到奉化，担任時任中華民國總統兼中國國民黨總裁蒋中正警卫任务。1949年5月，南撤途中，在浙南永嘉瓯海，被浙南游击纵队伏击覆没。
- 交警第2总队：别动军第2纵队和第11纵队合编而成，总队长为张绩武。淮海战役中遭重创。1949年1月，第2总队调到奉化，担任總統蒋中正警卫任务。不久又奉调上海，被编入“上海守备兵团”，在上海战役中被全歼。1949年5月，该番号在重庆地区重建，并于当年11月，与第10、第13总队合编为暂编交警第3师。12月16日，该师在什邡县起义。
- 交警第3总队：别动军第1纵队和第6纵队合编而成，总队长王春晖，湖南湘乡人，黄埔五期，曾任忠救军副总指挥。总队长为李恺荣。1948年2月辽宁省营口王家善起义，该总队被辽南军区部队歼灭。
- 交警第4总队：别动军第1纵队和一部和第3纵队合编而成，总队长为李穰。扩编为交警教导第2旅，旅长郭墨涛。
- 交警第5总队：别动军第4纵队江南行动总队和水上爆破大队合编而成，总队长为聂宗焕。1948年6月25日，在昌黎被东北野战军第11纵队贺晋年部消灭，总队长周铭勋被俘。重建后的第5总队参加了上海战役，被编入“上海守备兵团”，再次被歼。
- 交警第6总队：中美合作所第六特种技术训练班(简称华安班或华安训练班或腾云训练班，位于漳州华安县华丰镇下坂村，1944年8月开始，设立教导第一、二、三、四营，社会青年部分是学生共2000多人。1945年冬，该班改組整编为“军事委员会别动军暂编纵队”，班本部和第二、三营官兵到台湾。1946年1、2月间，重庆军统局派少将胡子萍、上校黄天存为点编委员，前来厦门点编，将暂编纵队改编为“别动军独立第二支队”并要调离福建，大量闽南人纷纷离队。杨卓夫任独立第二支队长，祁缉光任副支队长)和广东梅县“中美合作所第十三特种技术训练班”合编而成，汤毅生(十三特训班副主任)任总队长，梁汝樑任副总队长，杨卓夫任第一大队长，祁缉光任副大队长。开往上海担任沪宁铁路沿线护路任务。祁缉光后升六总队总队长。1949年参加了上海战役，大部被歼，祁缉光被俘，残部逃往臺灣。
- 交警第7总队：汪精衛政權税警总团一部（抗战胜利后改编为别动军第13纵队）改编。总队长熊剑东，浙江新昌人，抗战初任别动军淞沪特遣队长、常熟六县游击司令，1939年3月在上海被汪特逮捕，赴武汉组织和平建国军。周佛海组建税警总团自兼总团长，熊任副总团长。1947年8月7日苏中战役的丁堰、林梓战斗中，仅抵抗了11个小时，便被歼灭大部，总队长熊剑东阵亡。
- 交警第8总队：中美合作所第一班一部和交通巡查第1总队合编而成，总队长为甘炎庆。1946年夏，交警第8总队驻守山海关。1948年6月25日在昌黎被东北野战军第11纵队贺晋年部消灭，总队长李资深被俘。
- 交警第9总队：交通巡查第8总队和第9总队合编而成，总队长为李敦宗。1949年春在奉化担任總統蒋中正警卫。撤防桃花岛。1949年10月18日夜，21军步兵183团加强182团一个营渡海偷袭，战至19日，除伤患及陆续逃出（包括总队长文焕卿离桃花岛向上级领补给）192人外，其余副总队长姜溢三以下3000余人被歼。
- 交警第10总队：中美合作所第1班一部改编。总队长杨遇春，江西瑞金人，黄埔三期，曾任红军师长。后叛共任三省剿匪司令部咨议、招抚特派员，抗战时为别动军纵队长。平津战役在塘沽被歼。1949年5月在重庆地区重建，并于当年11月，与第2、第13总队合编为暂编交警第3师。12月16日，该师在什邡县起义。
- 交警第11总队：忠义救国军第1纵队改编，总队长为雷镇钟。1946年7月被调往苏中，下属4个大队中有2个大队驻守丁堰、另2个驻守林梓。1947年8月21日至23日举行的苏中战役丁堰、林梓战斗中，只抵抗了17个小时，便被歼灭3个大队。
- 交警第12总队：忠义救国军总部直属部改编，总队长为王春晖。1946年夏季被调到山东，担任胶济线守备任务，1947年被调往东北，驻守北宁铁路沿线。平津战役开始后，该部撤往塘沽，并于1949年1月17日海运至上海，后撤往台湾。
- 交警第13总队：忠义救国军第2纵队改编，总队长为姜建中。1947年6月，与第14总队合编为第169师，隶属于第6军。1948年10月，第169师在辽西被歼灭，师长张羽仙被俘。第13总队于1949年5月在重庆地区重建，并于当年11月，与第2、第10总队合编为暂编交警第3师。12月16日，该师在什邡县起义。
- 交警第14总队：忠义救国军第3纵队改编，总队长鲍步超，浙江淳安人，黄埔六期，曾任忠救军第三纵队司令。1946年夏调东北战场。1947年6月与第13总队合编为第169师，隶属于第6军。1948年10月，第169师在辽西被歼灭，师长张羽仙被俘。第14总队重建后，于1949年11月被四野歼灭在湖南地区。
- 交警第15总队：汪精衛政權税警总团一部（抗战胜利后改编为上海行动总队第四纵队、别动军第14纵队）改编，总队长为徐肇明。1946年6月，由常州移驻上海吴淞整训。1946年7月，总队由吴淞口开赴青岛参加内战。第一大队大队长王一藩（1910-2003）通过其妹夫李乾魁（中共党员）策动起义投共。1946年8月12日，王一藩率部400余人在即墨县南泉车站起义。8月18日该部在莱阳解放区改编为“民主救国军独立总队”，王一藩任司令，后编入胶东军区第6师第18团。1947年2月，被胶东军区歼灭，总队长张古良、副总队长陈嵩伟均被俘虏。重建后1949年参加上海战役，再次被歼。
- 交警第16总队：交通巡查第5总队和第6总队合编而成，总队长为邝飞雄。海运到山东内战前线。与东北第4保安区合编为暂编第52师，师长李嵩少将。1948年10月被迫参加长春起义。
- 交警第17总队：交通巡查第2总队、第3总队、第4总队和第7总队合编而成，总队长为李慎言。1949年11月，在湖南地区被四野歼灭。
- 交警第18总队：中美合作所第6班、第7班、别动直属部队、交通巡查部队一部、汪精衛政權船艇部队等合编而成，总队长郭履州，浙江宁海人，黄埔六期，原忠救军参谋长。总队辖一个坦克大队，一个铁甲车大队和一个炮艇大队。参加了上海战役，被编入“上海守备兵团”，大部被歼后撤台。

1946年6月国共内战正式打响后，交警部队投向主战场：
- 华东与华中战场：第1、2、7、9、11、15、16、17总队
- 华北战场：第5、10、12总队
- 西北战场：
- 东北战场：第3、8、13、14总队。
- 长江以南大后方镇压土共游击队：第4、6、18总队及1948年初成立的5个教导总队。

1946年9月份，成立“交警总局山东办事处”，副局长马志超兼办事处主任、郭墨涛任副主任。交通警察第1、3、5、10、12、15总队投入山东胶济铁路护路。
1947年4月，中华民国交通部把交警总局改名为第一交通警察总局，在东北设立第二交通警察总局。1948年第二交通总局部队改编为3个陆军师。
交警部队擅长打击中共地方游杂武装。1948年1月，在浦东登陆的丁锡山、汤景延的先遣武装，遭淞沪警备司令宣铁吾、京沪沪杭两路护路司令郭履洲的围剿，迅即败亡。 
1948年夏编组四个交警旅：
- 交警第一旅：旅长王春晖中将。1949年广东战役，王春晖率余部展开敌后游击战，1950年初覆没，王旅长阵亡。
- 交警第二旅：旅长郭墨涛
- 交警第三旅：辖10总队、12总队，旅长杨遇春，平津战役守备塘沽。1949年1月17日，杨旅长率12总队南撤上海。
- 交警第四旅：旅长鲍步超。1949年10月由汕头撤台

1949年5月上海战役，交警总局正副总局长马志超、郭履洲派周文新率交警第9总队抢运金银物资赴台，率第2、5（重建）、6、15、18五个总队和2个大队担任上海市区守备任务，大部被歼，少部投降。1949年11月，交警第13、14、17、18总队先后在湖南被消灭。交警16总队从粤汉铁路坪石站败逃到连州大路边镇大路边村，游击队配合四野南下大军激战一天两夜，歼灭300多人，解放军牺牲42人。
1949年4月，陈再生、余越、阮祖国的交警第2、10、13总队驻守重庆。1949年11月重庆危在旦夕，交通警察总局命令3个总队合编为暂编交警第3师，由陈某任师长，部队在撤退中陈师长擅自离队，部队由参谋长何海峰负责。成都战役中，12月16日，暂编交警第3师和第十六兵团驻扎一地，在兵团代司令官董宋衍的策动下，参加什邡起义。起义后交警部队编入第十六兵团第301、302师。
1950年1月，交警总局末任局长马志超正式对外公告，交警总局解散。在台的两个总队及总局人员共六千余人，这其中机关人员多，战斗部队少。战斗部队中又官多兵少，人多枪少。根据各色武装一经登岛，就必须打散建制，官兵分离，分别造册登记，听候安排的原则。交警部队余部士兵分别编入中華民國陆军改組整编为陆军第43、11、118师，军官或被安插中华民国内政部、中华民国交通部，或遣散自谋职业。

## 东北交警总局（第二交警总局）
1946年3月15日，戴笠在北平协和医院探慰住院即将上任的东北保安司令长官杜聿明，表示愿抽交警两个总队随杜出关担负中苏共管的中长铁路及北宁铁路交通安全。杜允为军统提供方便。为此，交警总局特举办华北苏训班学俄语及同苏联人打交道的知识技能。
1947年4月成立东北交警总局。总局长冯圣法
- 吉林铁路警务处：1947年11月所部编并了暂编第52师，原吉林铁路交警总队长李嵩任少将师长，其中原东北保安杂牌部队的暂52师缩编为第一团，吉林铁路警务处部队改编为第二团和第三团。隶属滇军60军。1948年10月李嵩及三个团长被军长曾泽生以开会为名扣押，逼迫暂编52师随同起义出城接受改编。
- 锦州铁路警务处
- 沈阳铁路警务处、
- 齐齐哈尔铁路警务处
- 中长铁路警察总局（驻长春）
- 交警第3总队：总队长王春晖，湖南湘乡人，黄埔五期，曾任忠救军副总指挥。1947年由山东海运营口。1948年2月王家善营口起义时总队长被扣押，总队被辽南独立师歼灭。
- 交警第8总队
- 交警第13总队
- 交警第14总队：总队长鲍步超，浙江淳安人，黄埔六期，曾任忠救军第三纵队司令。

1947年6月，第13、14总队被改编为陆军第169师，隶属于新六军。1948年10月，第169师在辽西会战被歼，师长张羽仙被俘。